# Rolf Stommelen
 Rolf Stommelen  va ser un pilot de curses automobilístiques alemany que va arribar a disputar curses de Fórmula 1.
Va néixer l'11 de juliol del 1943 a Siegen, Alemanya i va morir el 24 d'abril del 1983 en un accident al circuit de Riverside.

## Carrera
Stommelen va guanyar la pole position per al 1969 24 Hores de Le Mans en un Porsche 917 un any després d'acabar tercer en un Porsche 908. Aquest any es va convertir en el primer home a arribar a velocitats que excedien els 350 km/h (217 mph) a la recta de Mulsanne en el seu Porsche 917 LH. El 1970 va debutar a la Fórmula 1. Amb Brabham va obtenir amb el patrocini de la revista alemanya "Auto Motor und Sport" i va córrer tant esportius (TOJ i equips de Porsche obres) i la Fórmula 1 al llarg de la dècada de 1970.
Desafortunadament, ell jugaria un paper en el Gran Premi de Montjuïc a Barcelona quan es va estavellar allà a la cursa de 1975, després de l'aleró posterior de la seva màquina Hill-Lola es va trencar, provocant la mort de quatre espectadors i ell estar greument ferit.
Després de la seva recuperació, Stommelen va tornar a les carreres d'actuacions esportives, guanyar carreres per Alfa Romeo i guanyar les 24 Hores de Daytona tres vegades.
El 1976 Stommelen va tenir l'honor de conduir la primera cursa de la Porsche 936 en la carrera de 300 quilòmetres Nürburgring. Amb un cos negre i sense l'aire d'admissió, en el 936 d'aquesta raça va arribar a ser conegut com la vídua de negre. Es va classificar en segon lloc, entre la fàbrica Renault Alpine A442 de Patrick Depailler i Jabouille Jean-Pierre en primera i tercera. L'equip Renault estava ansiós per guanyar al feu de Porsche. El dia en les carreres amb pluja forta, Stommelen aconseguit avançar el Renault en part davantera dreta després de la sortida. Ara, al capdavant, es va precipitar cap a la Nordkehre amb fre i deixar deliberadament espai per als Renault en la recerca per avançar. Els Renault, amb ganes de recuperar el lideratge després de 300 km, van capturar Stommelen passat en els tolls d'aigua i es va estavellar contra les tanques de captura-en tàndem, amb Stommelen reprendre la davantera. Això va donar lloc a la frase "Al Nordschleife, mai es pot frenar més tard de Rolf Stommelen". Després de la sisena volta, el cable de l'accelerador de la 936 enganxat a la posició "oberta". Però en lloc de donar-se per vençut, Stommelen va continuar la carrera, apagant l'interruptor principal en les corbes per frenar, i encendre l'interruptor principal de nou després de les corbes d'accelerar tota la resta de la cursa, el domini d'un segon lloc increïble al final de la cursa.
El 1978 se li va donar la tasca de la fàbrica de Porsche per posar a prova els poderosos Porsche 935 "Moby Dick" en els colors de Martini. El 78 "Moby Dick" tenia un motor de 3,2 litres turbo que produeix 845 HP i Stommelen va ser de 235 mph (365 km / h), l'home més ràpid en la recta Mulsanne, més ràpid que els prototips com el Porsche 936 i el A442B finalment guanyadora. A causa de l'alt consum de combustible del motor, Stommelen va haver d'entrar a boxes amb massa freqüència a la batalla per la victòria.
Va continuar a Le Mans amb el Porsche 935, gairebé guanyar les 24 hores de li Mans amb Dick Barbour i l'actor Paul Newman com copilots el 1979 en un Porsche 935, només per ser un retrocés d'un pou de 23 minuts de llarg detenir causada per una roda encallada rosca. L'equip no hauria arribat tan lluny, si no hagués estat Stommelen constantment 25 segons més ràpid que els seus companys d'equip per volta.
També va expulsar TOJ esportius prototip SC320 amb cert èxit contra l'equip oficial Alfa (TOJ va ser un petit fabricant alemany).
També va participar en un esdeveniment de NASCAR Grand National Sèries el 1971 en Talladega Superspeedway en un antic Holman-Moody Ford que Mario Andretti utilitza per guanyar la Daytona 500 1967, el qual va ser reconstruït com un cicló Mercuri, amb Jake ancià com a cap d'equip. Aquest cotxe finalment va ser venut el conductor independent Darrell Waltrip utilitzar un any més tard en el seu debut en la Sèrie Winston Cup el 1972, iniciant una carrera que va portar al Saló Internacional de Waltrip Motorsports de la Fama a l'abril de 2005.
També va ser actiu en l'alemany Deutsche Rennsport Campionat GT Meisterschaft, guanyant el campionat el 1977 per l'equip Racing Gelo sobre Porsche 935. Un mestre en el cercle viciós de Nürburgring, que era un guanyador constant de carreres disputades allà.
A la dècada de 1980 encara era un cobejat pilot de prototips i competir amb èxit en CK5 Kremer, Lancia LC1 i Porsche 956.

## A la F1
Rolf Stommelen va debutar a la setena cursa de la temporada 1969 (la vintena temporada de la història) del campionat del món de la Fórmula 1, disputant el 3 d'agost del 1969 el GP d'Alemanya al circuit de Nürburgring.
Va participar en un total de seixanta-tres curses puntuables pel campionat de la F1, disputades en nou temporades no consecutives (1969- 1976 i 1978) aconseguint un podi com a millor classificació en una cursa i assolí catorze punt pel campionat del món de pilots.

## Resultats a la Fórmula 1
| Any  | Equip                                       | Xassís    | Motor      | 1       | 2       | 3       | 4       | 5       | 6       | 7       | 8       | 9       | 10      | 11      | 12      | 13      | 14      | 15     | 16      | Posició | Punts |
| ---- | ------------------------------------------- | --------- | ---------- | ------- | ------- | ------- | ------- | ------- | ------- | ------- | ------- | ------- | ------- | ------- | ------- | ------- | ------- | ------ | ------- | ------- | ----- |
| 1969 | Roy Winkelmann Racing Ltd                   | Lotus F2  | Ford       | SUD     | ESP     | MON     | HOL     | FRA     | GBR     | ALE 8   | ITA     | CAN     | USA     | MEX     |         |         |         |        |         | -       | 0     |
| 1970 | Auto Motor Und Sport                        | Brabham   | Cosworth   | SUD Ret | ESP Ret | MON NVQ | BEL 5   | HOL NVQ | FRA 7   | GBR NVS | ALE 5   | AUT 3   | ITA 5   | CAN Ret | USA 12  | MEX Ret |         |        |         | 11è     | 10    |
| 1971 | Auto Motor Und Sport-Eifelland Team Surtees | Surtees   | Cosworth   | SUD 12  |         |         |         |         |         |         |         |         |         |         |         |         |         |        |         | 20è     | 3     |
| 1971 | Auto Motor Und Sport-Eifelland Team Surtees | Surtees   | Cosworth   |         | ESP Ret | MON 6   | HOL DSQ | FRA 11  | GBR 5   | ALE 10  | AUT 7   | ITA NVS | CAN Ret | USA     |         |         |         |        |         | 20è     | 3     |
| 1972 | Team Eifelland Caravans                     | Eifelland | Cosworth   | ARG Ret | SUD 13  | ESP Ret | MON 10  | HOL 11  | FRA 16  | GBR 10  | ALE Ret | AUT 15  | ITA     | CAN     | USA     |         |         |        |         | -       | 0     |
| 1973 | Ceramica Pagnossin Team MRD                 | Brabham   | Cosworth   | ARG Ret | BRA Ret | SUD     | ESP     | BEL     | MON     | SUE     | FRA     | GBR     | HOL     | ALE 11  | AUT Ret | ITA 12  | CAN 12  | USA    |         | -       | 0     |
| 1974 | Embassy Racing                              | Lola      | Cosworth   | ARG     | BRA     | SUD     | ESP     | BEL     | MON     | SUE     | HOL     | FRA     | GBR     | ALE     | AUT Ret | ITA Ret | CAN 11  | USA 12 |         | -       | 0     |
| 1975 | Embassy Racing                              | Lola      | Cosworth   | ARG 13  | BRA 14  |         |         |         |         |         |         |         |         |         |         |         |         |        |         | -       | 0     |
| 1975 | Embassy Racing                              | Lola      | Cosworth   |         |         | SUD 7   |         |         |         |         |         |         |         |         |         |         |         |        |         | -       | 0     |
| 1975 | Embassy Racing                              | Hill      | Cosworth   |         |         |         | ESP Ret | MON     | BEL     | SUE     | HOL     | FRA     | GBR     | ALE     | AUT 16  | ITA Ret | USA     |        |         | -       | 0     |
| 1976 | Martini Racing                              | Brabham   | Alfa Romeo | BRA     | SUD     | O.USA   | ESP     | BEL     | MON     | SUE     | FRA     | GBR     | ALE 6   | AUT     |         | ITA Ret | CAN     | USA    | JPN     | 20è     | 1     |
| 1976 | Hesketh Racing                              | Hesketh   | Cosworth   |         |         |         |         |         |         |         |         |         |         |         | HOL 12  |         |         |        |         | 20è     | 1     |
| 1978 | Arrows Racing Team                          | Arrows    | Cosworth   | ARG     | BRA     | SUD 9   | O.USA 9 | MON Ret | BEL Ret | ESP 14  | SUE 14  | FRA 15  | GBR NVQ | ALE DSQ |         |         |         |        |         | -       | 0     |
| 1978 | Arrows Racing Team                          | Arrows    | Cosworth   |         |         |         |         |         |         |         |         |         |         |         | AUT NVQ | HOL NVQ | ITA NVQ | USA 16 | CAN NVQ | -       | 0     |

### Resum
| Curses: | Victòries: | Pòdiums: | Poles: | Voltes ràpides: | Punts: |
| ------- | ---------- | -------- | ------ | --------------- | ------ |
| 63      | 0          | 1        | 0      | 0               | 14     |